# Gliding Bird
Gliding Bird è il primo album discografico in studio della cantante statunitense Emmylou Harris (sulla copertina il nome è riportato come Emmy Lou Harris), pubblicato nel 1969.
Il disco, che fu un fallimento dal punto di vista sia commerciale che di critica, lascia tuttavia intravedere le potenzialità vocali della cantante, buona la scelta delle covers, con cinque brani a sua firma ed uno di Tom Slocum, all'epoca marito della Harris.
L'artista, che non ha buoni ricordi del suo esordio (che non risulta nemmeno ristampato su CD), non inciderà a suo nome fino a Pieces of the Sky, pubblicato nel 1975.

## Tracce
Lato A
1. I'll Be Your Baby Tonight – 2:45 (Bob Dylan)
2. Fugue for the Ox – 2:23 (Emmy Lou Harris)
3. I Saw the Light – 2:40 (Hank Williams)
4. Clocks – 3:00 (Emmy Lou Harris)
5. Black Gypsy – 5:50 (Emmy Lou Harris)

Durata totale: 16:38
Lato B
1. Gliding Bird – 2:50 (Tom Slocum)
2. Everybody's Talkin' – 2:03 (Fred Neil)
3. Bobbie's Gone – 4:05 (Emmy Lou Harris)
4. I'll Never Fall in Love Again – 2:22 (Burt Bacharach, Hal David)
5. Waltz of the Magic Man – 4:15 (Emmy Lou Harris)

Durata totale: 15:35

## Musicisti
- Emmylou Harris - voce, chitarra
- Altri musicisti non accreditati

Note aggiuntive:
- Ray Ellis - produttore (per la Shel-Ray Productions Ltd.) e arrangiamenti
- Mickey Eichner - produttore esecutivo
- Registrazioni effettuate al Select Sound Studios di New York City, New York
- Souren Mozian - ingegnere della registrazione
- The Graffiteria - Design copertina e fotografia[3]